# Gerda Wegener
Gerda Marie Frederikke Wegener Porta (født Gottlieb 15. marts 1885 i Hammelev, død 20. juli 1940 på Frederiksberg) var en dansk tegner og maler.

## Liv og karriere
Gerda Wegener blev som datter af sognepræst Ove Emil Gottlieb og Justine Østerberg født ind i en konservativ, højkirkelig præstefamilie i Hammelev ved Grenå. Da hun var syv år flyttede familien til Hobro. Hun var den eneste overlevende af en børneflok på fire.  
Allerede tidligt viste Gerda Wegener kunstneriske evner, og hun fik undervisning hos maleren Viggo Simesen, der var lærer på Randers Tekniske Skole. Efter endt skolegang i Hobro Private Realskole flyttede hun i 1902 til København for at forberede sig til Kunstakademiet på Julie Meldahl og Charlotte Sodes tegne- og maleskole. 

### Livet i København
Gerda Wegener giftede sig 8. juni 1904 i København med en studiekammerat fra Kunstakademiet – landskabsmaleren Einar Wegener. Gerda anvendte Einar Wegner som model. 1904-1909 udstillede hun bl.a. på Kunstnernes Efterårsudstilling, Charlottenborg Forårsudstilling og Journalistforbundets Udstilling af Arbejder afviste fra Charlotten borgUdstilling.
Som tegner fik Gerda Wegener sit gennembrud i 1907 og 1908, da hun vandt en tegnekonkurrence foranstaltet af Politiken. Forinden havde hun dimitteret til Kunstakademiet. 

I 1907 var en afvisning af et værk af Wegener, til en udstilling, medvirkende årsag til den såkaldte bondemalerstrid. Pga. denne afvisning skrev Gudmund Hentze en kronik i Politiken:
| Citat | ...et dygtigt og alvorligt Arbejde af en ung Kunstnerinde, Fru Gerda Wegener, er bleven hensynløst afvist fra Charlottenborgudstillingens Censur og derefter stemt ud af den frie Udstillings fast sammenbrændte Klump af Bondemalere. | Citat |
|       | |       |

 Dette blev begyndelsen til bondemalerstriden, somfra 14. april til-9. juli 1907 udkæmpedes i Politiken .
                                                                       

### Tiden i Paris
Efter ægtemandens forvandling til Lili Elbe rejste parret gennem Italien og Frankrig. De slog sig ned i Paris i 1912, hvor Lili Elbe kunne leve åbent som en kvinde, mens Gerda kunne leve som aktiv lesbisk. I Paris lejede de et par små værelser på et hotel i nærheden af École des Beaux-Arts. I de samme rum hvor Oscar Wilde levede sine sidste dage 13 år tidligere. 
I Paris arbejdede parret Wegener/Elbe tæt sammen i kunstnermiljøet. Gerda arbejdede som portrætkunstner, og hun var en efterspurgt tegner til de førende dameblade.
I art deco'ens gyldne 1920'ere nåede Gerda Wegener en position i den franske metropol, som kun har været få andre danskere forundt. Hendes pikante og let depraverede og parfumerede kvindetyper gjorde sig i tiden.
I slutningen af 1920'erne vendte successen. Lili Elbe nåede en bevidsthed om, at hun var mere kvinde end mand; I 1930 fik hun, som den første transkønnede i verden, foretaget en kønskorrigerende operation. Indgrebene kostede hende senere livet.
I oktober 1930 blev ægteskabet erklæret ugyldigt af Christian 10. Gerda Wegener giftede sig da med den den 11 år yngre italienske major Fernando Porta, og flyttede med ham til Marokko, hvor de boede i Marrakech og Casablanca. I 1936 opløstes ægteskabet, og Gerda bosatte sig i Italien og sidenhen i Paris. 

### Tilbage i København
I 1938 flyttede Gerda Wegener tilbage til København, hvor hun i 1939 havde sin sidste udstilling. Men tidens trend havde ændret sig og det dekadente havde udspillet sin rolle. Hun døde af et hjertestop i 1940. Gerda blev 55 år gammel. Hun er begravet på Solbjerg Parkkirkegård.
Efter sin død fik Gerda Wegener et comeback, da hun på en udstilling af erotisk kunst modtog flotte anmeldelser. I dag betragtes hun, som en af den danske art deco's hovedeksponenter. Siden 1990 er Gerda Wegeners billeder, ikke mindst de erotiske, blevet solgt for store summer først og fremmest til købere i USA.
I 2015 - maj 2016 havde Kunstmuseet Arken i Ishøj en stor udstilling af både Lili Elbe og Gerda Wegener værker.